# عبد الرحمن آل عمير
عبد الرحمن بن عبد الله بن عبد اللطيف آل عمير السُبَيعي  (1921 - 1 فبراير 2003) (1339 - 30 ذو القعدة 1423) فقيه وقاضي شافعي وشاعر سعودي. ولد في الهفوف ونشأ بها. حفظ القرآن على محمد بن عبد العزيز المتين، ثم درس في المدرسة الأهلية التي أقامها القصيبي في الأحساء، كما درس على والده عبد الله التفسير، كما قرأ عليه في الفقه كتب الإمام الشافعي
والفرائض والنحو والأدب والتاريخ واللغة. عين مدرسًا في المعهد العلمي عام 1956 لمدة ثمانية أشهر، ثم عين قاضيًا في الجبيل عام 1957 لمدة ثلاث سنوات، ثم عين قاضيًا في القطيف عام 1966 لمدة اثنين وعشرين عامًا، ثم انتقل قاضيًا لمستعجلة القطيف. توفي في مسقط رأسه. له ديوان بعنوان نزهة الناظر للمقيم والمسافر.

## سيرته
هو عبد الرحمن بن عبد الله بن عبد اللطيف آل عمير. ولد سنة 1339 هـ /1921 م في حي النعاثل بالهفوف في عائلة من قبيلة سبيع العربية وهم أسرة شافعية المذهب. اهتم والده بتعليمه والحقه بكتّاب محمد المتين فحفظ القرآن. ثم أرسله والده إلى مدرسة النجاح التي أسسها حمد النعيم، وكانت مدرسة تأخذ بالعلوم الحديثة فضلاً عن العلوم الشرعية. أخذ عبد الرحمن عن والده التفسير والحديث والفقه وعلم الفرائض.

عيّن مدرساً بالمعهد العلمي بالأحساء عام 1376 هـ/ 1956 م من قبل الرئاسة العامة للمعاهد والكليات بالمملكة العربية السعودية، واستمر بالمعهد سنتين. في عام 1377 هـ/ 1957 م ترك التدريس وعين قاضياً بمدينة الجبيل بأمر من الملك سعود. طلب من ولي العهد في ذلك الوقت الأمير فيصل بن عبد العزيز الاستقالة فوافقه على ذلك عام 1380 هـ/ 1960 م.

في عام 1386هـ / 1966 م عين قاضياً في مدينة القطيف بأمر من محمد بن إبراهيم آل الشيخ فكان يتولى رئاسة المحكمة المستعجلة بالنيابة. استمر في قضاء القطيف اثنتين وعشرين سنة إلى أن أحيل إلى التقاعد سنة 1406هـ/ 1986 م.

أصيب بنوبة قلبية وتوفي على إثرها يوم 30 ذو القعدة 1423/ 1 فبراير 2003 في مسقط رأسه ودفن في المقبرة الشرقية المسماة مقبرة الصالحية.

## مهنته الأدبية
كان له مراسلات مع بعض أدباء الخليج كالشاعر أحمد بن محمد آل خليفة، ويوسف الصديقي، ومحمد بن سالم الرواحي. له قصائد في الكثير من المناسبات، في المديح، والرثاء، والوصف، والغزل، وغيرها. وله مساجلات شعرية مع الكثير من علماء الأحساء، وأدبائها وخارج الأحساء أيضاً، وديوانه هو نزهة الناظر للمقيم والمسافر.

## حياته الشخصية
قد حج خمس مرات. زار الكويت، والعراق، والبحرين، ودولة الإمارات. له من الأولاد ستة أحمد ومحمد وعبد اللطيف وعبد الله وعبد العزيز وابنتان. كان حافظ للشعر، له قصائد في الكثير من المناسبات، في المديح، والرثاء، والوصف، والغزل، وغيرها له مساجلات شعرية مع الكثير من علماء الأحساء، وأدبائها.
ذكرت في معجم البابطين عن شاعريته: